# Vian Dakhil

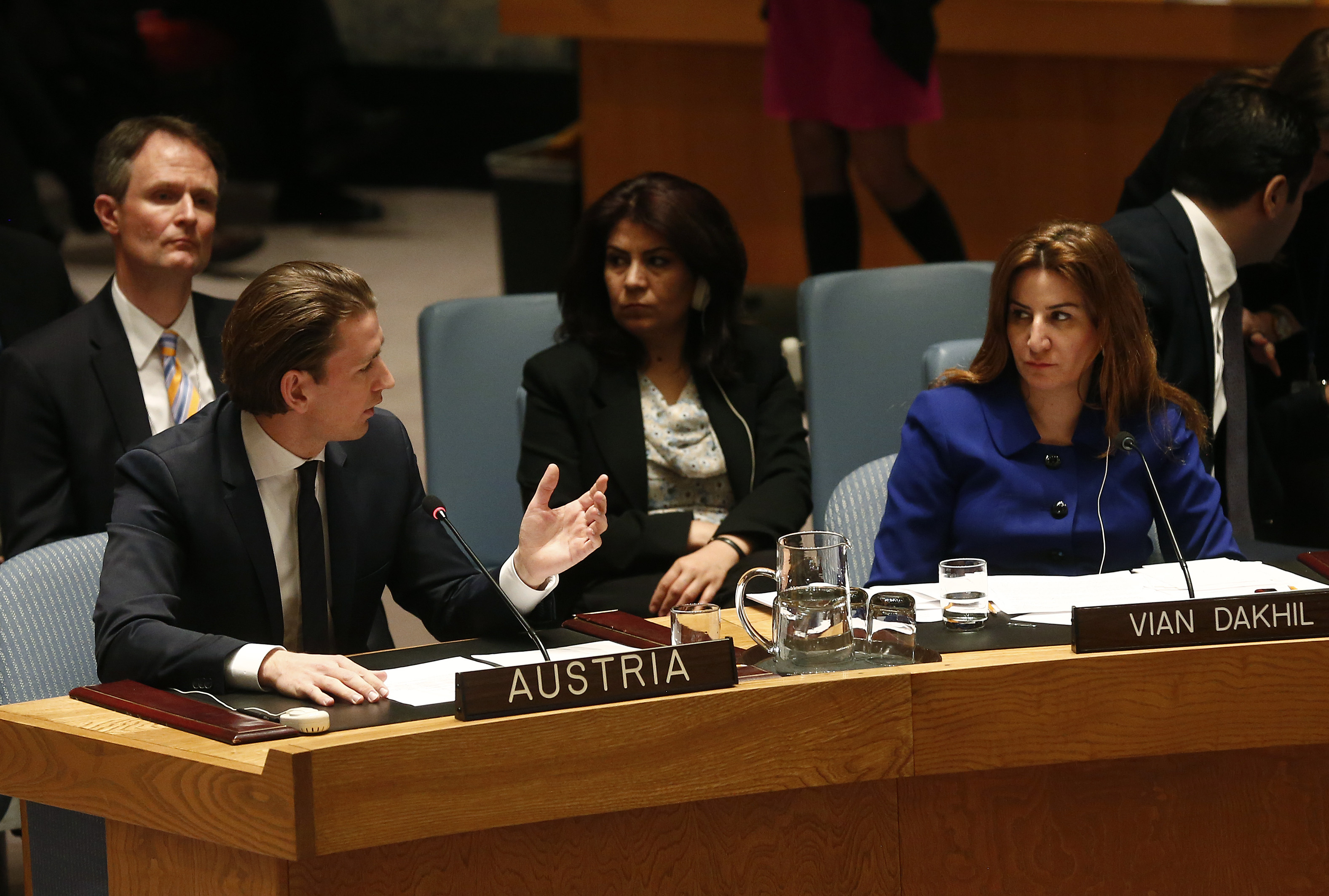
Vian Dakhil en una sesión del Consejo de Seguridad de la ONU sobre la protección de las minorías religiosas en el Medio Oriente.

Vian Dakhil (Mosul, 1971) es un miembro actual del Consejo de Representantes de Irak. Es la única kurda yazidí en el Parlamento iraquí.

## Biografía
Dakhil llamó la atención internacional durante una petición de asistencia para las personas yazidí atrapadas en las montañas Sinjar durante la captura del Estado islámico de Sinjar, acusando al estado islámico de genocidio contra el pueblo yazidí. Esta súplica fue un discurso pronunciado en el parlamento iraquí el martes 5 de agosto. En el mundo anglófono, el discurso ha ganado una gran audiencia después de la cobertura de CNN y menciona en el Washington Post.
En el mundo francófono, fue la revista tunecina “Kapitalis”, la revista participativa argelina “ChoufChouf”  y  Le Monde los medios que denunciaron sobre la petición de ayuda de Vian Dakhil para el pueblo yazidí y su exterminio.
En una entrevista para Agence France-Presse, distribuida por Le Monde el 9 de agosto de 2014, advirtió que, si la ayuda no llegaba de inmediato, entonces comenzaría una muerte masiva del pueblo yazidí, en el original francés «Il ne reste qu'un ou deux jours pour aider ces gens. Après, il vont commencer à mourir en masse».
En febrero de 2016 fue oradora en la Cumbre de Ginebra para los Derechos Humanos y la Democracia. En enero y febrero de 2016, Human Rights Watch entrevistó a muchas mujeres árabes, sunitas, musulmanas e iraquíes de Hawija, y también entrevistó al parlamento "Dakhil" del área de Yazidí. Dakhil relató cómo los yazidíes escaparon de las áreas que estaban bajo el control de Daesh. Muchos pasaron más de un año en cautiverio. Daesh obligó a las mujeres a convertirse al islam. Documentado por Human Rights Watch, la violación sistemática de mujeres y niñas por primera vez a principios de 2015. En las áreas de Daesh, las mujeres también sufren los altos precios de los alimentos y el déficit de efectivo. Especialmente, dado que el gobierno iraquí dejó de enviar los salarios de los empleados públicos a las áreas bajo control de Daesh a mediados de 2015. Las mujeres vivían con miedo a los ataques aéreos de la coalición liderada por Estados Unidos y las fuerzas del gobierno iraquí.
El 12 de agosto de 2014, Dakhil resultó herida cuando un helicóptero de ayuda iraquí se estrelló durante una misión para entregar ayuda al pueblo yazidí que estaba siendo asediado por el EIIL en Sinjar, Mosul. Según los informes, se rompió una pierna mientras el piloto del helicóptero iraquí perdió la vida. Dakhil fue dada erróneamente por muerta en un informe de noticias anterior.

## Premios y honores
Vian Dakhil ha sido reconocida y honrada por su importante trabajo para llevar la difícil situación del pueblo yezidi a la comunidad internacional. Fue felicitada por el Parlamento iraquí y honrada por la Red de Mujeres Iraquíes en octubre de 2014, y posteriormente recibió el título de Mujer del Año. Ella es la ganadora del Premio Anna Politkovskaya 2014 por su "coraje para convertirse en la voz de la comunidad yazidí y por su determinación de hacer campaña por la protección de todas las mujeres yazidíes y otras iraquíes bajo ISIS, a pesar del peligro que enfrenta como yazidí. mujer política opuesta al ISIS". Fue Mujer del Año en 2015 con un premio honorífico por logros árabes en Dubái. Recibió el Premio Bruno Kreisky por Servicios a los Derechos Humanos en Viena y el escudo honorario de Nínive en junio de 2015. En febrero de 2016, Dakhil recibió el Premio Cumbre de Ginebra para los Derechos Humanos en Ginebra.